# Ax 3 Domaines

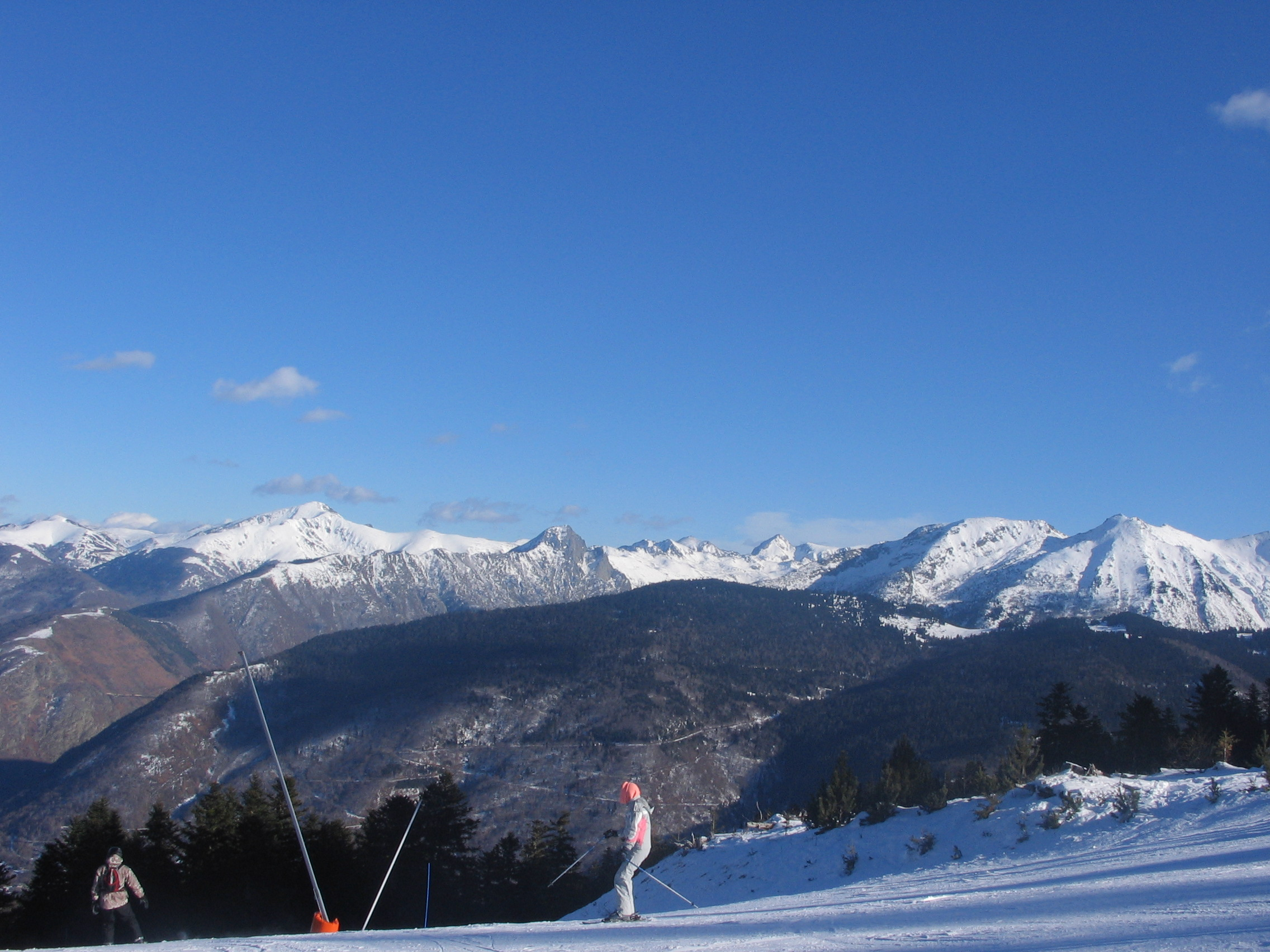

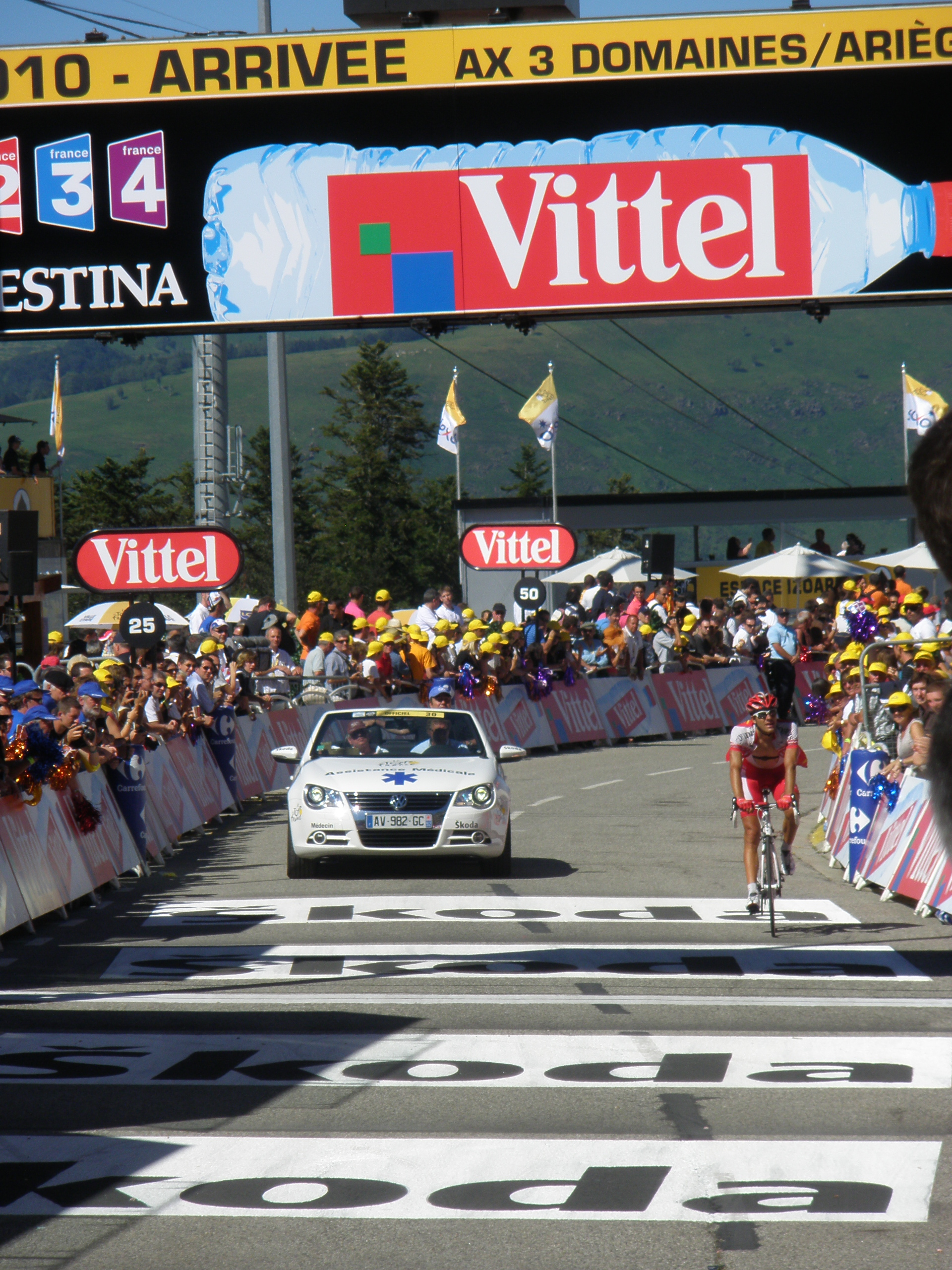

Ax 3 Domaines eller Ax-Bonascre är en vintersportort i Pyrenéerna, som ligger i departementet Ariège. Vintersportorten ligger 30 km från gränsen i söder, mot Andorra, och 120 km från Toulouse i norr. 
Platsen är, förutom att vara känd som en vintersportort, känd som en av de platser där Tour de France har haft målgång. Under Tour de Frances 100-årsjubileum 2013 kommer den åttonde etappen att ha målgång här. 
- Wikimedia Commons har media som rör Ax 3 Domaines.